# Нед Глас
Нед Глас (на английски: Nusyn (Ned) Glass) е полско-американски актьор. 

## Биография
Роден е на 1 април 1906 г. в Радом, Полско кралство, Руска империя, в еврейско семейство. Емигрира в САЩ в ранна възраст и израства в Ню Йорк. Посещава градския колеж.

### Кариера
Забележителните му роли, които той изобразява, са на Док в „Уестсайдска история“ (1961) и Гидиън в „Шарада“ (1963).

### Личен живот
Нед Глас се жени за актрисата Кити Макху и е зет на актьора Франк Макху, Кити се самоубива на 3 септември 1954 г. Глас по-късно се жени за актрисата Джийн Бъртън, този брак завършва с развод.
Глас умира в болница в Енсино, Калифорния на 15 юни 1984 г. на 78 годишна възраст, след продължително боледуване.

## Избрана филмография
| Година | Филм                        | Оригинално заглавие            | Роля               | Режисьор                   |
| ------ | --------------------------- | ------------------------------ | ------------------ | -------------------------- |
| 1959   | Север-северозапад           | North by Northwest             | Продавач на билети | Алфред Хичкок              |
| 1959   | Последният ядосан мъж       | The Last Angry Man             | Касапин            | Даниел Ман                 |
| 1961   | Уестсайдска история         | West Side Story                | Док                | Джеръм Робинс, Робърт Уайз |
| 1963   | Шарада                      | Charade                        | Леополд Гидеон     | Стенли Донън               |
| 1966   | Голяма ръка за малката дама | A Big Hand for the Little Lady | Оуни Прайс         | Фийлдър Кук                |